# 東海寺 (東かがわ市)
東海寺（とうかいじ）は香川県東かがわ市に所在する真言宗善通寺派の寺院。山号は亀海山。詳しくは亀海山 本言坊 海蔵院 東海寺と号する。本尊は七佛薬師如来。四国八十八箇所番外札所。

## 概要
寺伝によれば、奈良時代前期の養老5年（721年）に行基が創建したと伝えられている。平安時代前期には空海（弘法大師）が来錫し再興したと言われる。平安時代中期には弘法大師を信奉する源満仲が伽藍を整備したと言われている。
源平合戦の屋島の戦いの元暦2年/寿永4年2月18日（1185年3月21日）阿波国勝浦（現・徳島県勝浦郡勝浦町）に上陸した源義経軍は深夜に大坂峠を越え、翌日早暁に峠の麓にあるこの寺院で休息したと言われている。
戦国時代に伽藍が焼亡し、江戸時代に境内が大幅に縮小し再建された。

## 伽藍
- 山門
- 本堂
- 大師堂（白龍大弁財天堂）
- 弁慶鐘撞きの鐘楼
- 義経の手洗堂
- 義経鞍掛の松（2代目）
- 義経馬洗いの池

## 画像

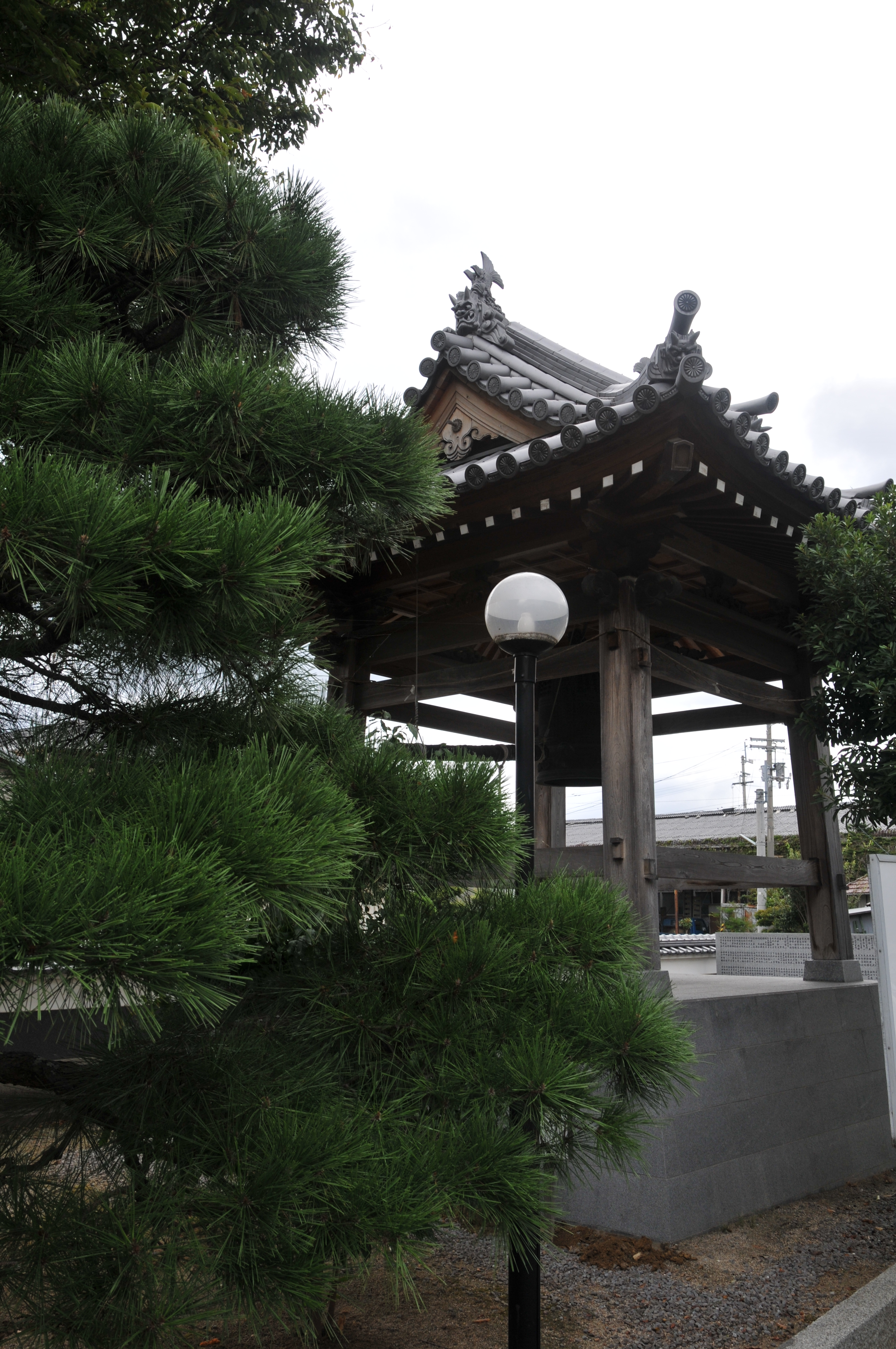
弁慶鐘撞きの鐘楼
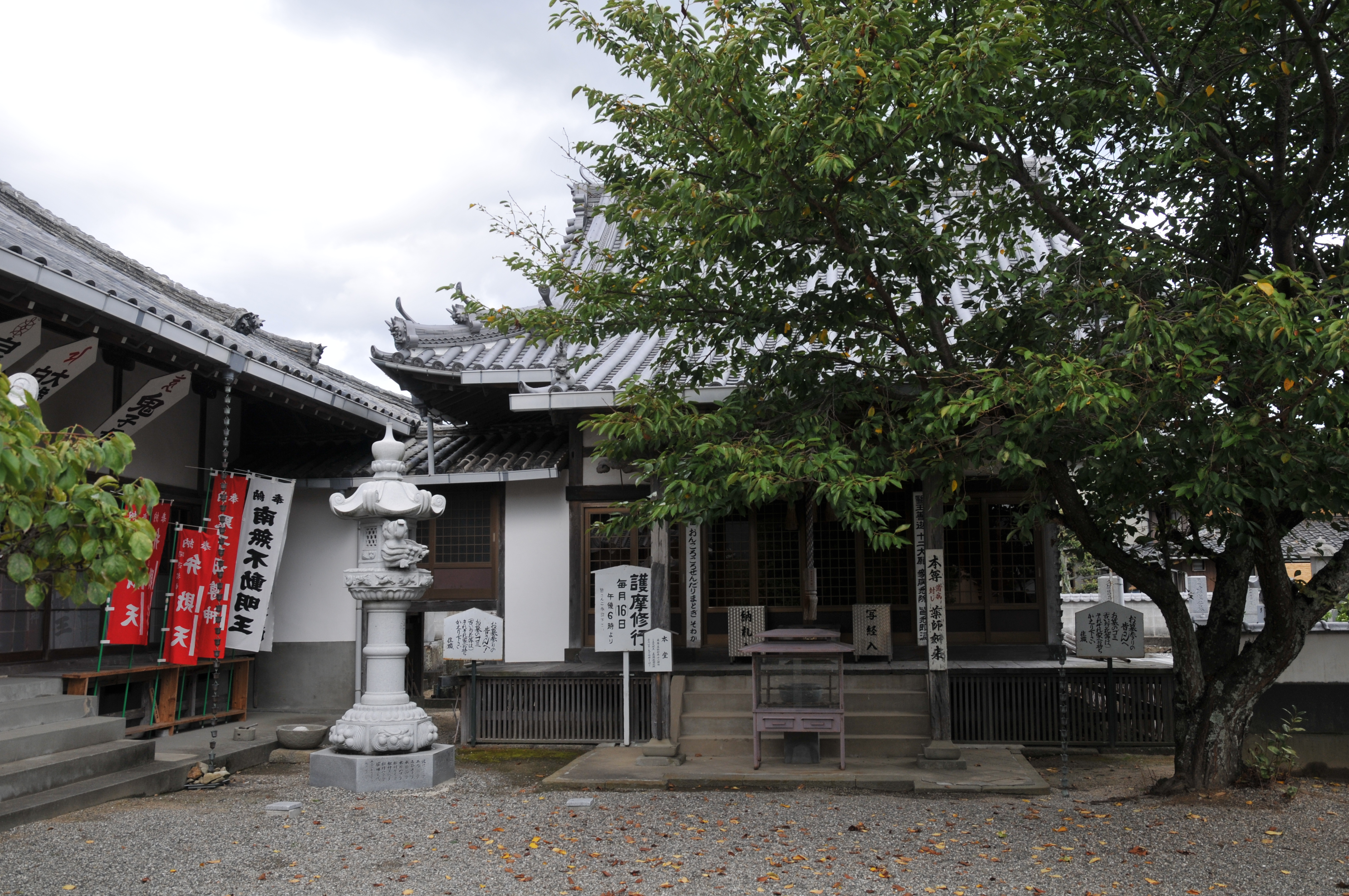
本堂
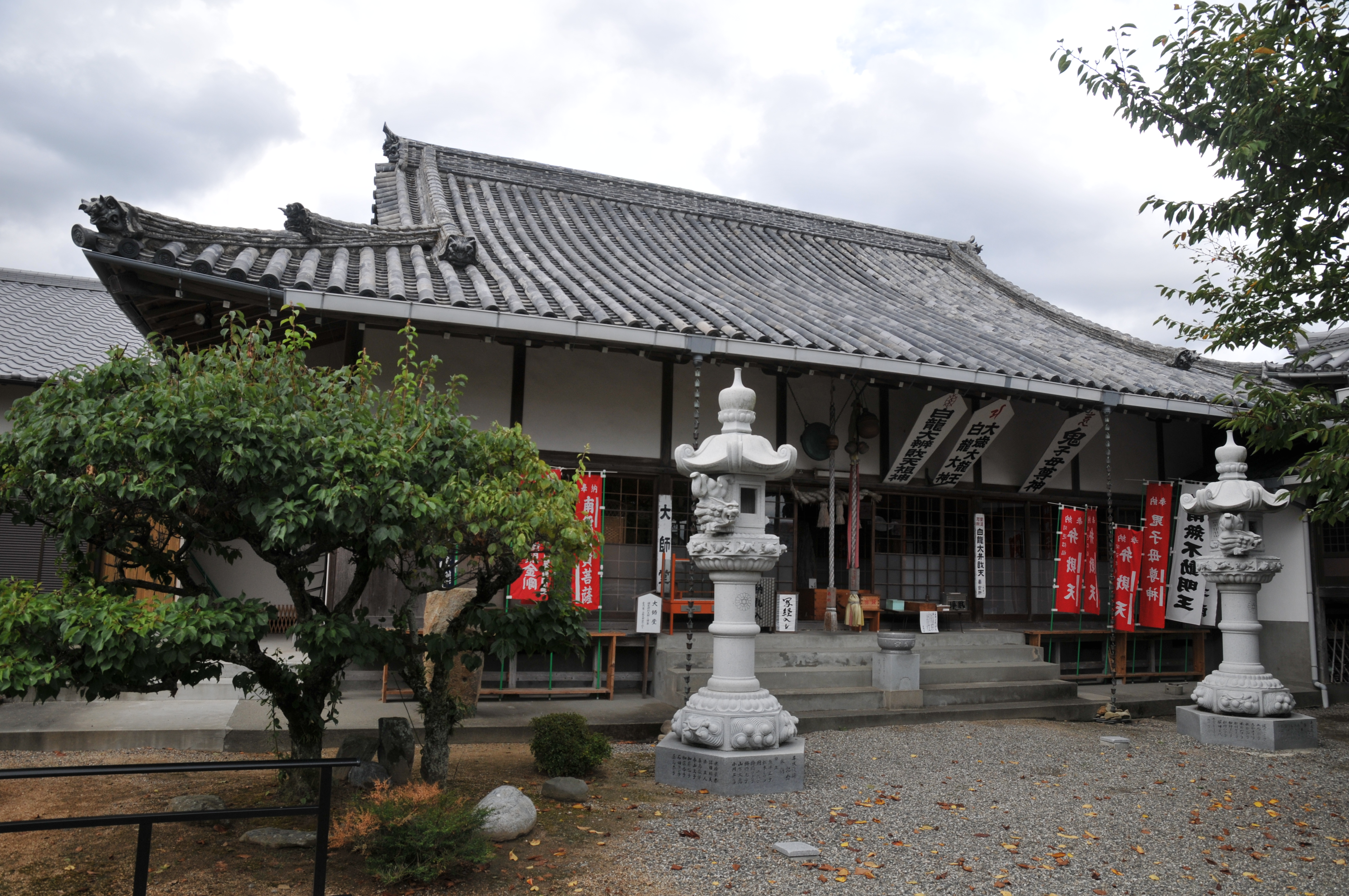
大師堂（白龍大弁財天堂）
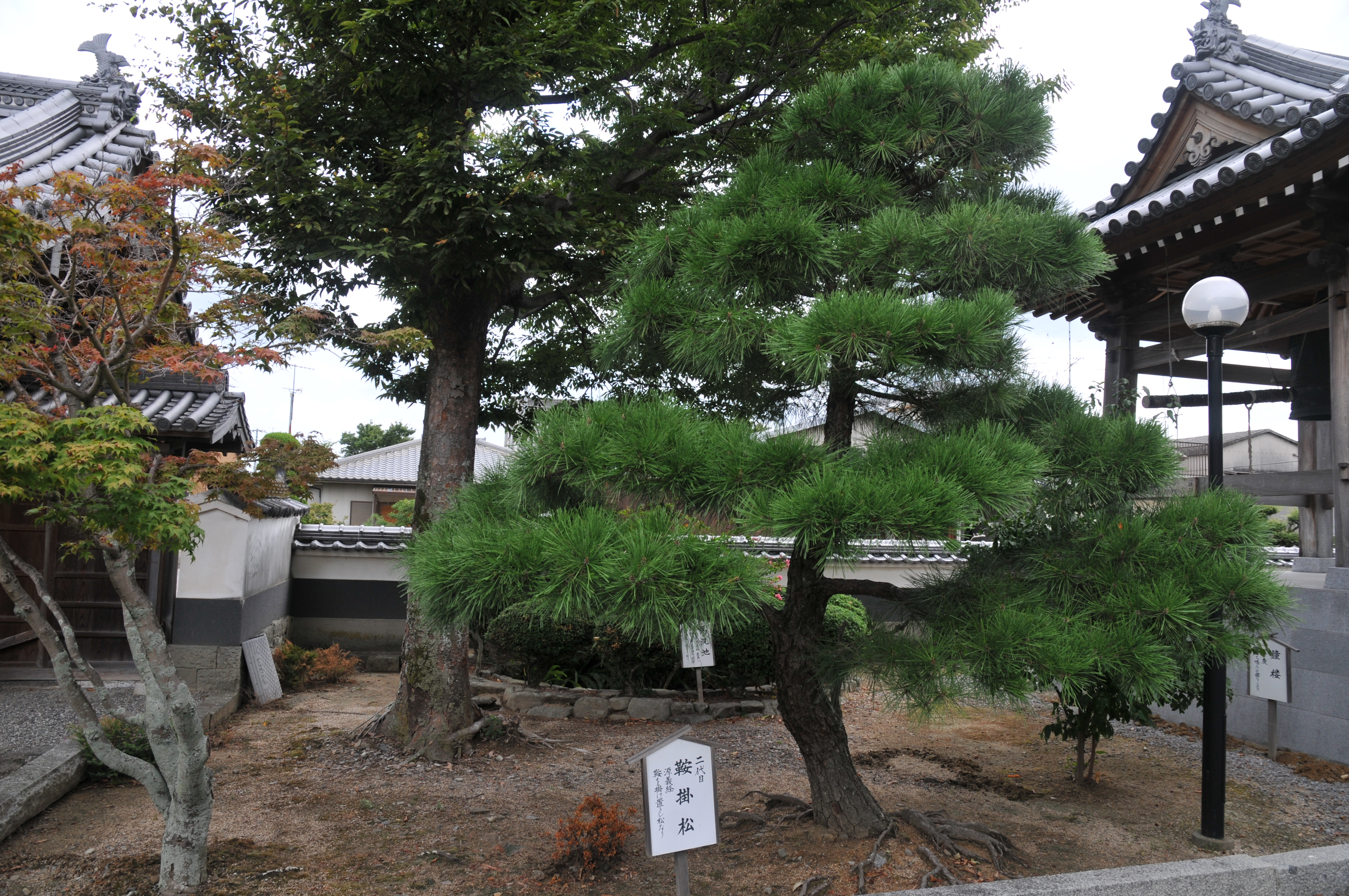
2代目義経鞍掛の松